# Henrik van Roy

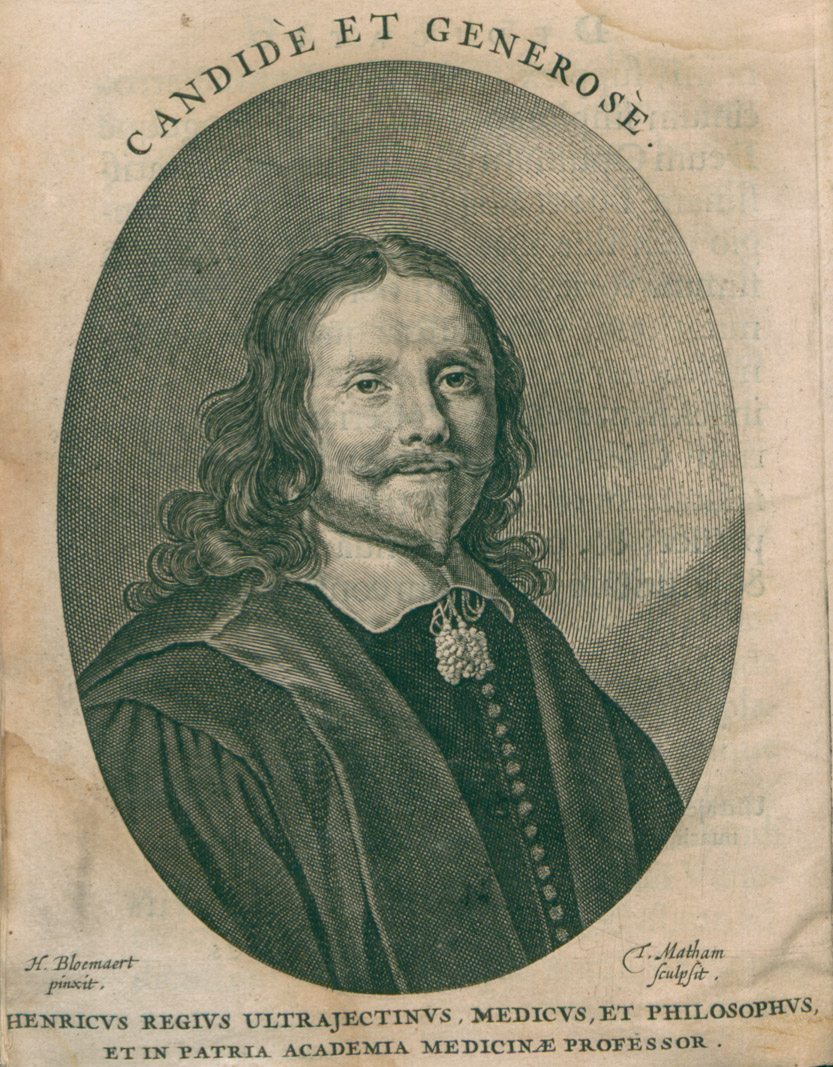
Henrik van Roy

Henrik van Roy (Henricus Regius) (ur. 1598, zm. 1679) – holenderski lekarz i filozof. Był uczniem Kartezjusza. Zapoczątkował naturalistyczny nurt kartezjanizmu. Napisał pracę Philosophia naturalis.